# Кувакуш
Куваку́ш (рос. Кувакуш) — присілок у складі Афанасьєвського району Кіровської області, Росія. Входить до складу Ічетовкінського сільського поселення.
Населення становить 179 осіб (2010, 248 у 2002).
Національний склад станом на 2002 рік — росіяни 100 %.